# 翁忠瀚
翁忠瀚（？—？），湖南善化人，清朝政治人物。举人出身。
道光五年三月，擔任清朝廣東省潮州府豐順縣知縣。后由徐學海接任。